# باسیل

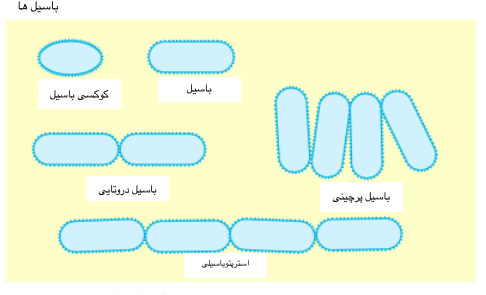
دسته‌بندی انواع باسیل‌ها

باسیل (نام علمی: Bacilli) نام یک رده از باکتری‌های گرم مثبت از شاخه فیرمیکوت‌ها است. از نظر شکل، باسیل‌ها باکتری‌هایی میله‌ای‌شکل هستند. اندازهٔ معمول باسیل‌ها ۱–۳ میکرون است؛ ولی اندازهٔ آن‌ها تا ۱۲ میکرون هم می‌رسد. باسیل‌ها در مقابل کوکسی‌ها قرار می‌گیرند که ظاهری کروی دارند، هرچند که برخی از باکتری‌های عضو ردهٔ باسیل‌ها، ظاهری کروی دارند نه میله‌ای.
رده باسیل‌ها به دو راسته باسیل‌ها (Bacillales) و لاکتوباسیل‌ها (Lactobacillales) تقسیم می‌شود. عوامل بیماری‌زای شناخته‌شده‌ای مانند باسیلوس آنتراسیس، عامل بیماری سیاه‌زخم در این دسته قرار می‌گیرند. تقریباً همه باسیل‌ها در گروه باکتری‌های گرم-مثبت قرار می‌گیرند.